# Joseph Mercier
Pour les articles homonymes, voir Joseph Mercier (homme politique) et Mercier.
Joseph Mercier dit « Vévette » est un entraîneur de football français né le 5 septembre 1919 à Montchevrier. Il est décédé le 5 février 2010 à Paris 13e à l'âge de quatre-vingt-onze ans. 

## Biographie
Il fut footballeur à La Berrichonne de Châteauroux jusqu'en 1943, date à laquelle il rejoint le club de l'US Argenton. 
Il commença sa carrière d'entraîneur au VS Chartres, faisant monter le club de DH en CFA. Il entraîna l'Association sportive amicale puis La Berrichonne de Châteauroux. Il fut entraîneur de l'équipe de France militaire de football qu'il mena deux fois au titre de championne du monde en 1948 et 1949. Il fut ensuite entraîneur de l'AS Corbeil-Essonnes, et du CA Montreuil avant de rejoindre le Stade français à partir de février 1954. À l'issue du championnat de D2 1958-1959, il fait remonter les stadistes en D1. Remplacé au cours de la saison 1960-1961 il est cependant rappelé par les dirigeants pour finir la saison.
Dans les années 1970-80, il entraîne de nouveau l'équipe de France militaire, 1980-1984, avant de s'occuper en 1982 de l'équipe de France espoirs de football.
Il a écrit plusieurs ouvrages pédagogiques à destination des éducateurs et des jeunes joueurs.
Assez curieusement, il reconnaitra avoir été beaucoup inspiré par un professeur de physique qu'il avait rencontré à Paris, Mr Florentin Desfossés. Ce-dernier était selon Joseph Mercier "le plus fin connaisseur de football qu'il ait pu rencontrer".

## Palmarès
- Champion du monde militaire en 1948 et 1949 (seul double vainqueur français).